# 日光宇都宮道路
日光宇都宮道路（日语：／ Nikkō Utsunomiya dōro */?），簡稱日光道（日语：／ Nikkō dō */?），是日本栃木縣的收費地域高規格道路，自縣內的宇都宮市德次郎町宇都宮交流道至日光市清瀧櫻岡町清瀧交流道。道路由日本道路公團興建，並於1981年（昭和56年）全線通車。道路於2016年（平成28年）的日本高速公路編號方案中被編為「E81」。

## 簡介
日光宇都宮道路是為消除附近兩條國道在旅游旺季時的交通瓶頸而建的繞行道路，類型屬於自動車專用道路中的「地域高規格道路」。道路与國道119號及國道120號并行：屬前者的路段為道路首階段通車部分，連接宇都宮市德次郎町與日光市七里，長24.7公里，設4車道（共寬14米）與3米寬的中央分隔帶，限速80公里每小時；屬後者的路段則連接日光市内的七里與清瀧櫻岡町，長6公里，設暫定2車道（共寬7米），限速60公里每小時。道路由日本道路公團興建，於1971年（昭和46年）獲得施工許可，首部分的路段於1976年（昭和51年）通車，其餘的路段於1981年（昭和56年）通車。道路與周邊自然景觀共融的綠化設計經評估後獲得土木学会2002年（平成14年）度的最佳設計獎。
道路的管理權於2005年（平成17年）由日本道路公團移交予栃木縣道路公社。管理權移交後，道路上的收費站安裝了電子道路收費系統（ETC），而道路收費優惠則於離峰季節（每年12月至翌年4月）及離峰時間（每日下午5時至翌日上午9時）提供。2011年（平成23年）3月25日正午12時，道路上新建的土澤交流道開通，該交流道連接国道121号與國道352號共綫的板橋繞道。2019年（令和元年）6月29日上午10時，篠井交流道開通，該交流道連接栃木縣道149號小來川文挾石那田線。

## 交匯處及設施
如無另外注明，以下資料均由Google地圖提供。
| 編號                                             | 交匯處／設施名稱      | 連接道路                            | 里程（公里） | 附註                                                            | 地點 （全綫位於栃木縣） |
| ------------------------------------------------ | --------------------- | ----------------------------------- | ------------ | --------------------------------------------------------------- | ----------------------- |
| 高速公路路段終止，接續為國道119號 (宇都宮北道路) |                       |                                     |              |                                                                 |                         |
| (10)                                             | 宇都宮交流道          | E4 東北自動車道                     | 0.0          |                                                                 | 宇都宮市                |
| 1                                                | 德次郎交流道          | 國道293號                           | 1.6          | 宇都宮方向出、日光方向入                                        | 宇都宮市                |
| 1-1                                              | 篠井交流道            | 栃木縣道149號小來川文挾石那田線     | 5.1          | 宇都宮方向入、日光方向出，2019年（令和元年）6月29日上午10時開通 | 宇都宮市                |
| 2/TB                                             | 大澤交流道 大澤收費站 | 栃木縣道110號下野大澤停車場線       | 11.2         |                                                                 | 日光市                  |
| 2-1                                              | 土澤交流道            | 國道121號／國道352號 (板橋繞道)     | 15.4         | 2011年（平成23年）3月25日正午12時開通                           | 日光市                  |
| 3                                                | 今市交流道            | 國道121號／栃木縣道70號宇都宮今市線 | 19.8         |                                                                 | 日光市                  |
| PA                                               | 日光口停車區          |                                     | 22.2         |                                                                 | 日光市                  |
| 4/TB                                             | 日光交流道 日光收費站 |                                     | 24.7         |                                                                 | 日光市                  |
| 5                                                | 清瀧交流道            | 國道120號                           | 30.7         |                                                                 | 日光市                  |

## 收費
為支付日光宇都宮道路的建築成本和設施管理費用，道路自1976年（昭和51年）首階段通車起向駕駛人士徵收通行費，原預計於2006年（平成18年）12月24日停止徵收，預計能收得450億日圓，惟由於使用道路的車輛數量低於預期，建築費用無法以通行費償還，使道路於2001年（平成13年）累積500億日圓的赤字。道路通行費停止徵收的日期曾一度推遲至2022年（令和4年）3月2日。後來，由於道路的18座舊橋樑和2條隧道預計將需要大約31億日圓來進行大規模維修，栃木縣議會於2015年（平成27年）12月通過延後停止徵收道路通行費約12年2個月，直到2034年（令和16年）5月20日的決議案。

## 外部連結
- 栃木縣道路公社 （页面存档备份，存于）（日語）